# Taskriout
Taskriout (în arabă تاسقريوت) este o comună din provincia Béjaïa, Algeria.
Populația comunei este de 6.653 de locuitori (2008).